# Cenchrus ciliaris
Cenchrus ciliaris là một loài thực vật có hoa trong họ Hòa thảo. Loài này được L. mô tả khoa học đầu tiên năm 1771.

## Hình ảnh

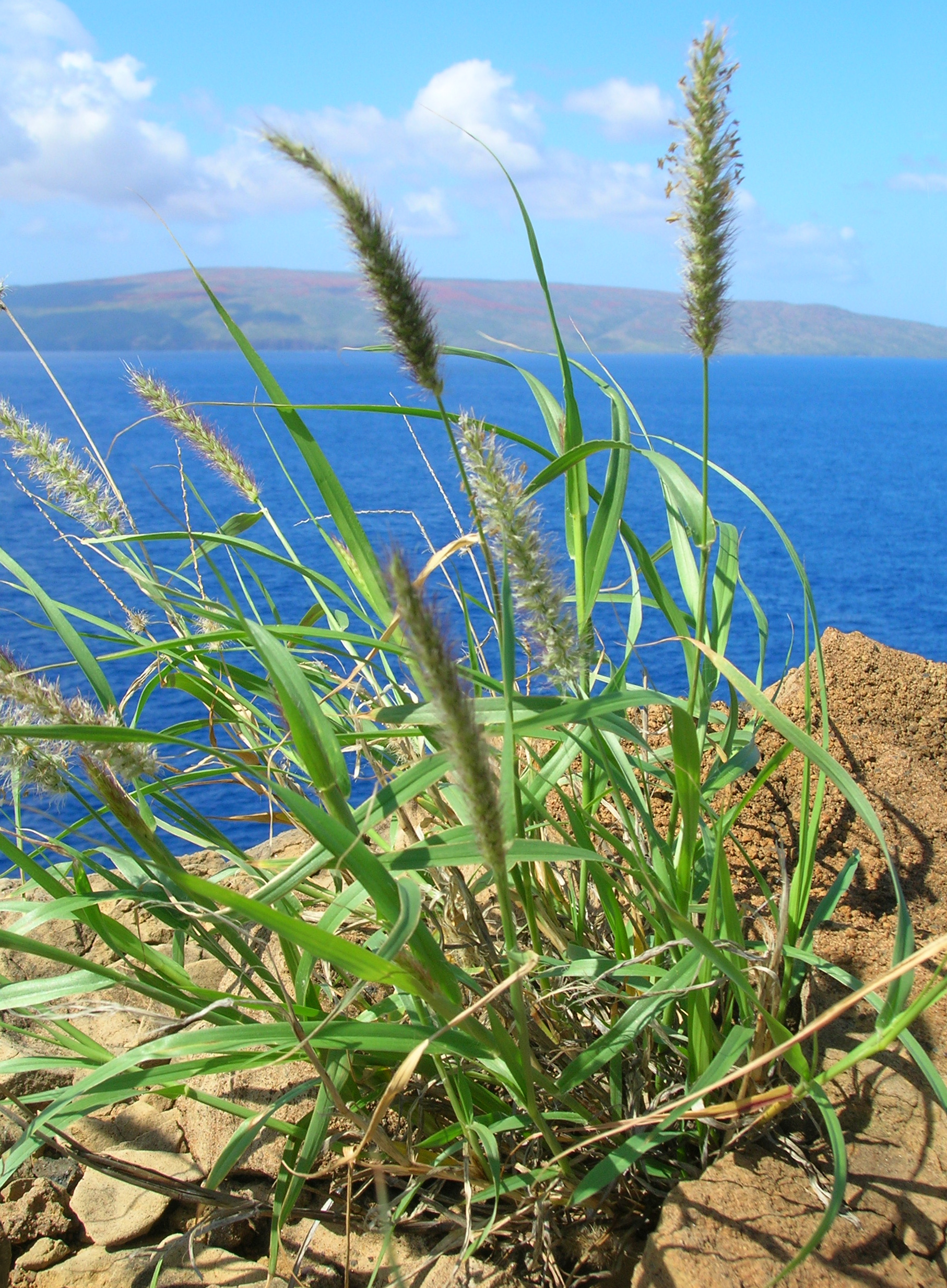